# バンダイナムコアミューズメント
株式会社バンダイナムコアミューズメント（英: Bandai Namco Amusement Inc.）は、ゲームセンター・テーマパーク等のエンターテインメント施設運営を主な事業とする日本の企業。株式会社バンダイナムコエクスペリエンスの完全子会社。

## 概要
2006年3月31日、株式会社ナムコ（初代、法人としては現在のバンダイナムコエンターテインメント）よりアミューズメント部門および新規開発事業部門が独立し、株式会社ナムコ（2代）として設立された。初代ナムコと社名は同じだが、法人の連続性としては別法人となっている。2018年に現社名に変更した。
2025年4月1日のバンダイナムコグループの再編の前は、施設・業務用機器コンテンツの企画・販売も事業対象としていた（後述）。
なお「ナムコ」「namco」ブランドは、以上の改編後のバンダイナムコゲームス → バンダイナムコエンターテインメントにおいても引き続きゲーム類のブランドとして、2014年のブランド統合まで使われていた。「ナムコ」の由来は、旧ナムコの前身である「中村製作所」の英語表記（NAkamura Manufacturing COmpany）の略称である。
旧ナムコ時代の会社名ロゴであるnamcoの縦と横の比率が1：7.65であるデザインをnamcoブランド店舗ではそのまま使用している。

ナムコ時代の企業ロゴで、現在はアミューズメント施設のメインブランド。

## 沿革
- 2008年

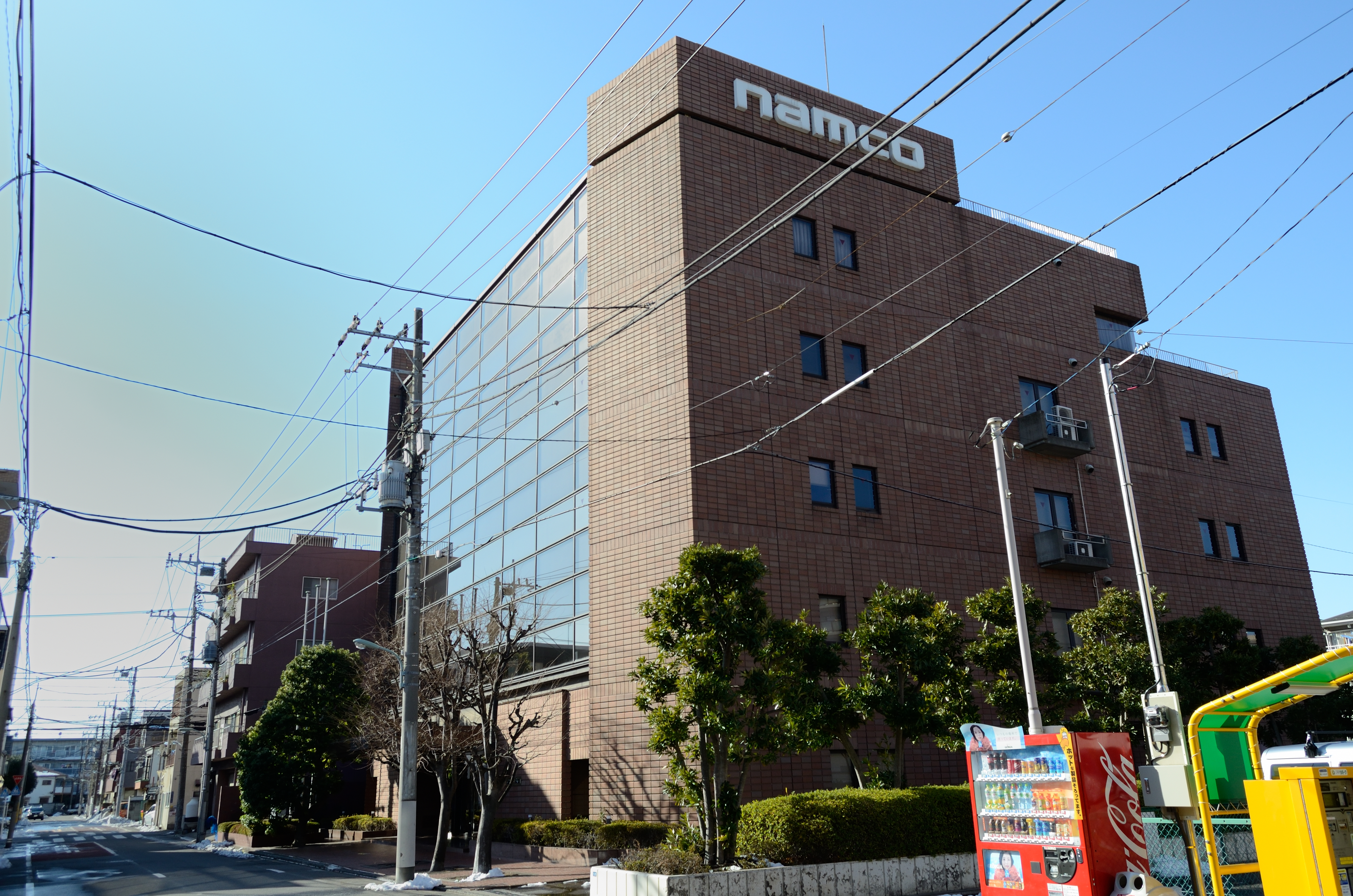
旧本社（大田区矢口、2014年）

  - 3月 - 湯の川観光ホテルの株式を株式会社スタディーへ売却し、グループから離脱させた。
  - 4月 - バンプレストの事業再編により、株式会社プレジャーキャスト、株式会社花やしきを子会社化した。
- 2014年9月 - 本社を旧ナムコ時代の1985年から構えていた東京都大田区矢口2丁目の自社ビルから東京都港区三田3丁目13番16号に移転[3]。
- 2018年
  - 4月1日 - バンダイナムコエンターテインメントのアミューズメント機器部門を吸収分割で承継の上、バンダイナムコアミューズメントに社名変更。バンダイナムコアミューズメントはリアルエンターテインメントユニットの主幹企業となり、企業ロゴもバンダイナムコグループ共通のものとなる[4][5][6]。
  - 10月 - 当社のVRアクティビティや最新技術を駆使した業務用ゲーム機の研究と企画開発を専門に行う新会社「バンダイナムコアミューズメントラボ（英語: Bandai Namco Amusement Lab Inc.）」を設立[7]。バンダイナムコスタジオの業務用企画、ソフト、ハードの開発、ネットワーク開発、運営までの一連の機能を分社化して当社に再構築、リアルなエンターテインメント体験の進化を図る。
  - 10月25日 - バンダイナムコアミューズメント、セガ・インタラクティブ、コナミアミューズメントの3社による共通ICカードサービスである「アミューズメントICカード」サービスを開始した[8][9][10]。
- 2019年4月1日 - 本社オフィスを一つに集約し東京都港区芝浦三丁目1番35号の住友不動産田町駅前ビルに移転[11]。
- 2025年4月1日 - プレジャーキャストを吸収合併[12]。また、バンダイナムコエクスペリエンス（同年2月14日設立）が同日付でバンダイナムコホールディングスから吸収分割で承継する事により同社の子会社となり、バンダイナムコエクスペリエンスにアミューズメントユニットの統括業務と施設・業務用機器コンテンツの企画・販売を移管、当社は施設運営事業に特化する[13]。

## 主な事業

### アミューズメント施設事業

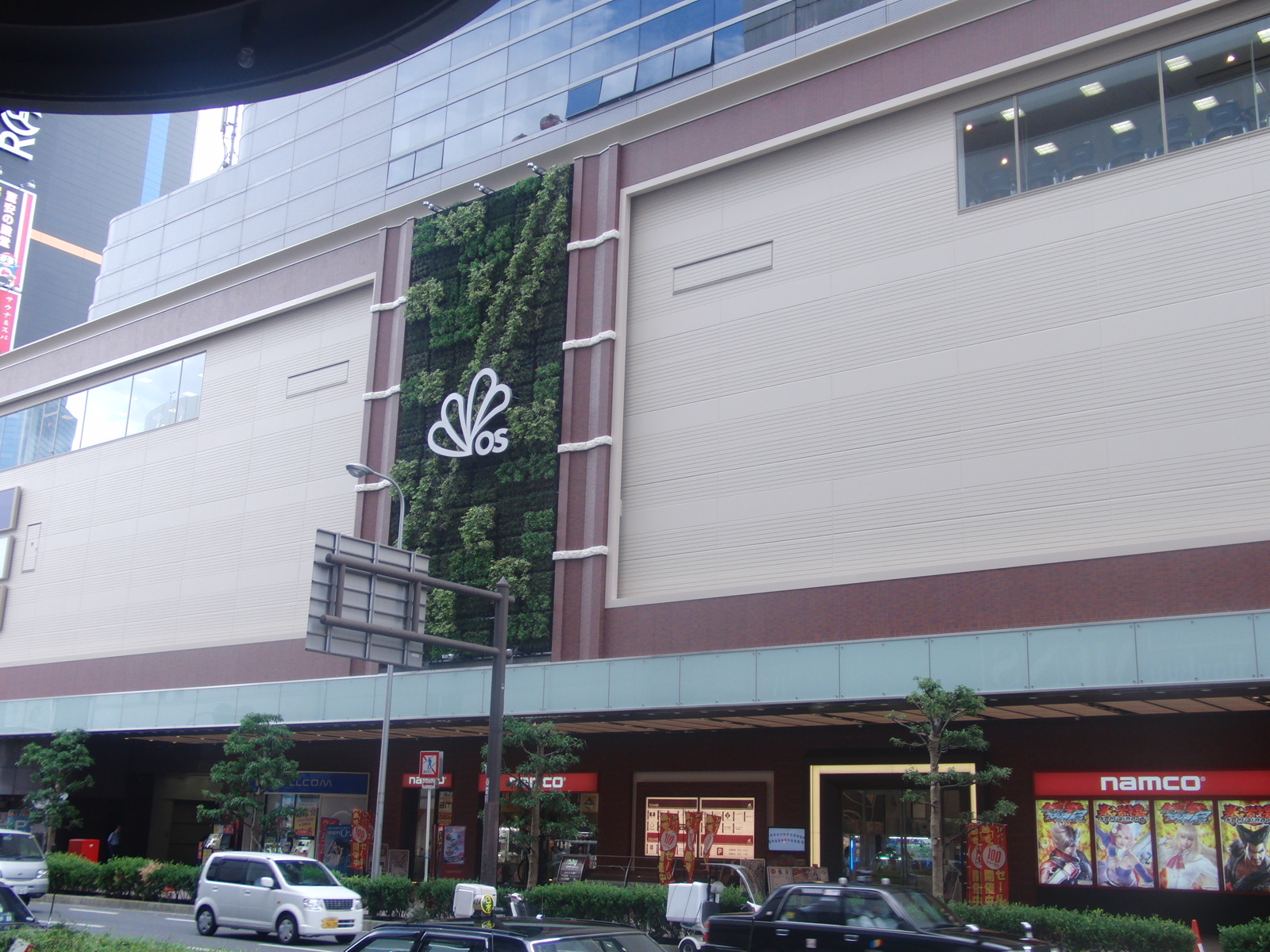
namco梅田店（大阪府大阪市北区）

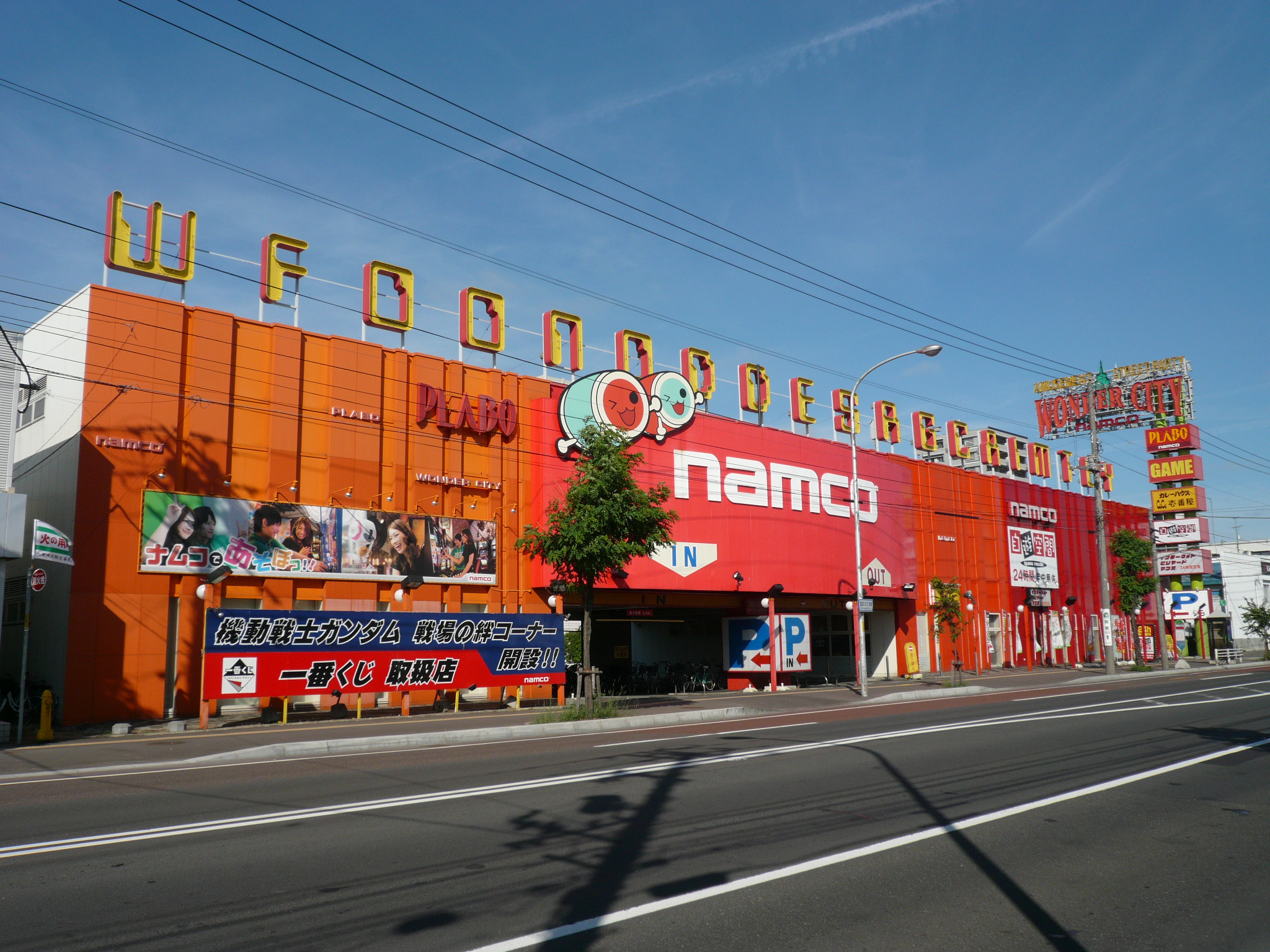
ナムコワンダーシティ札幌・プラボ札幌西町店（北海道札幌市西区）

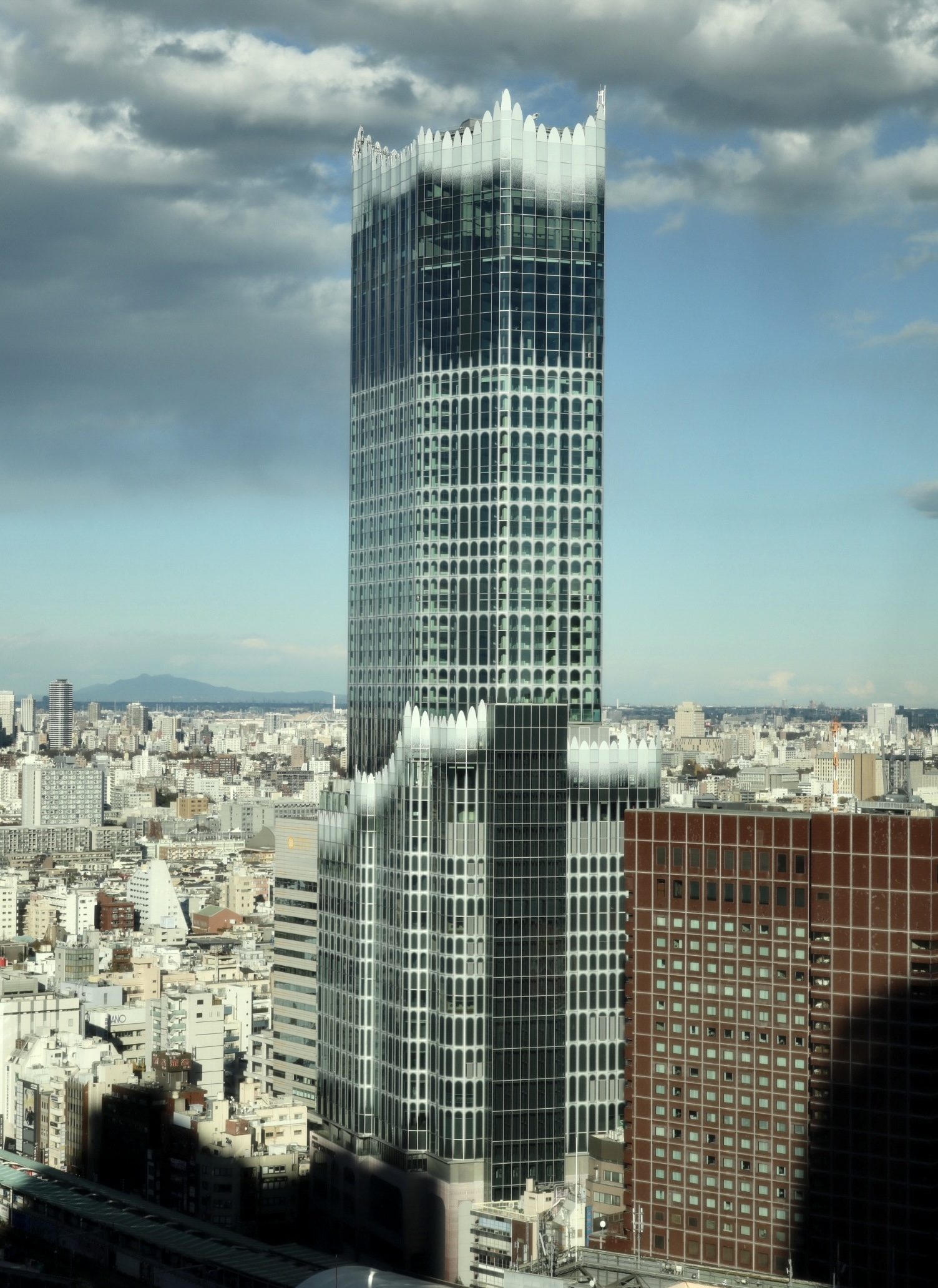
namco TOKYOが出店している東急歌舞伎町タワー

旧ナムコ創業当時から展開してきた主幹事業。島根県以外のすべての都道府県で展開している。
- namco・ナムコランド・プラボ・プレイシティキャロット・プリッズ等
アミューズメント施設（ゲームセンター）を運営。2011年頃から、新規に出店する店舗は「namco」ブランドに統一されており、一部の既存店でも変更が行われている[14]。「キャロット」ブランドは最後まで残っていた横浜の1店舗が2014年1月25日をもって閉店した[15]ことで消滅した。観覧車[注 1]の運営も行っている。
公式HPの店舗情報には設置ゲームの機種が掲載されているが、販売元を基準にメーカー名を掲載しているため、スクウェア・エニックスのタイトルは販売元のタイトー名義での掲載となっている（ドラゴンクエスト モンスターバトルスキャナーのみマーベラス）。
2018年7月21日、約3年ぶりにスタッフの制服を新しくした[16]。
  - namco TOKYO
かつてVR ZONE SHINJUKUがあった地区に建てられる東急歌舞伎町タワーの3階にビルの開業と共に2023年4月14日出店。「アソベル・ノメル・ツナガレル」をキーワードに、アルコールも飲める新業態アミューズメントコンプレックス[17]。通常のnamco店舗と異なり、namcoロゴが黒色になっている。
- ナムコイン
コイン型のアミューズメント施設向けプリペイド式電子マネー。ナムコと旭精工が共同開発した[18]。10円単位でのプレイ料金の設定が可能で、現金と別の料金設定も可能。
使用方法
  1. アミューズメント施設にあるナムコイン発行機に現金を投入し、発行ボタンを押すことで金額がチャージされたナムコインが発行される。
  2. ナムコインを通常の硬貨と同様にゲーム機の投入口に投入するとゲームにクレジットが投入され、硬貨返却口にプレイ料金が減算されたナムコインが排出される。複数回投入することで、現金同様クレジットサービスを受けることが可能。
  3. 使用終了後は発行機で残金の清算ができる。使用・清算期限は「当日限り」となっている。
- ワンダーボウル
ボウリング場を運営。なお、ボウリング場自体がゲームセンターとの一体化が原則のため、基本的に“namco”とのダブルブランドであり、「ナムコ・ワンダーボウル」となっている。
ボウリング場メインの施設ではあるものの、当社が運営するアミューズメント施設のサービス対象施設でもあり、namco限定サービス・イベントやバンプレストのnamco限定プライズもある。
2025年現在はワンダーシティ南熊本店を除く全店舗がユニー及びフジが経営する複合商業施設にて展開されている。
- アニON STATION
アニメ作品とのタイアップメニューを中心とする飲食店。施設運営こそ当社だが、施設管理を完全に持分法適用会社のイタリアントマトに受託されている。バンダイナムコグループの外部版権キャラクタービジネスとイタリアントマトの飲食店運営力を合わせた合弁事業であり、メニュー開発も共同で行なう。
- キャラポップストア - 人気アニメやゲームの世界観を楽しめるショップとしてグッズの販売などを行う。
- VR ZONE Portal - VR ZONEを全国各地にあるナムコ系のアミューズメント施設でも展開できるようコンパクト化したもの。
- VS PARK - テレビのバラエティ番組に参加しているかのような体験が出来る体感施設。一号店は大阪府のEXPOCITYに2018年4月7日に開業した。二号店は愛知県のららぽーと愛知東郷に2020年9月14日開業。三号店は宮城県のイオンモール新利府に2021年3月5日開業。四号店は埼玉県のイオンレイクタウンに2021年7月開業。五号店は大阪府のセブンパーク天美に2021年11月開業。海外ではBANDAI NAMCO VS PARKの名称で展開。後述の「ガンダムパーク福岡」（福岡県）内の「VS PARK WITH G」のように、他コンテンツとコラボした店舗もある。
- プリキュアなりきりスタジオ - プリキュアの世界観を演出した遊具やアトラクションを備えた遊戯施設。
- SPACE ATHLETIC TONDEMI - トランポリンを中心としたスポーツアクティビティ施設。1号店はイオンモール幕張新都心内に出店。2024年9月現在、5店舗が営業。
- 屋内・冒険の島ドコドコ - プロジェクションマッピング等を使って本当にジャングルの中に居るかのような臨場感を体験しつつも、安全に遊べる遊戯施設。立川髙島屋S.C.に施設がある。
- あそびパークPLUS - インドアプレイグラウンドとして全国展開する店舗。アトラクションの一つであるエコライドでは、西日本鉄道及び東急電鉄とコラボレーションした店舗もある。
- ガシャポンのデパート - ショップインショップとして展開する業態。ガシャ活を豊かにする店として開業。店内には数百台ものガシャポンマシンを配置しており、グループ会社のバンダイの商品に関してはいち早く入荷する。後述のハムリーズ事業を展開している横浜と博多の2店舗を皮切りに、2021年7月現在では28店舗を営業している。来店チェックインや空カプセル回収でナムコポイントアプリにポイントが貯まり、貯まったポイントで抽選に応募できる。書店内にある「本屋さんのガシャポンのデパート」形態もある。
  - ガシャポンバンダイオフィシャルショップ - ガシャポンのデパート同様、ショップインショップで展開する形態。ガシャポンのデパートが、バンダイをはじめとした各メーカーの物を取り扱うのに対し、当ショップではバンダイの製品のみ取り扱う。
- THE GUNDAM BASE SATELLITE - 東京・福岡・上海でバンダイナムコグループのBANDAI SPIRITSが展開している「THE GUNDAM BASE」をコンパクト化したサテライト店舗。名古屋・京都・仙台の3箇所は当社が運営を行う。
- ガンダムパーク福岡 - 2022年4月25日開業の商業施設「ららぽーと福岡」4Fに開業したガンダムとコラボレーションした施設群。スペースコロニーをイメージしたショップの『GUNDAM SIDE-F』、ゲームセンターの『namco』、そして日本数カ所及び海外で運用しているVS PARKをガンダム仕様にした『VS PARK WITH G』からなる[19]。
- バンダイナムコ Cross Store - 2022年7月7日に横浜、同年7月16日に博多（いずれもハムリーズ跡地）にオープンしたバンダイナムコグループの体験型リテール施設[20]。グループ各社が展開しているキャラクター、商品、イベント、飲食などを「観る」「触れる」「体験する」ことができるリアルタッチポイントとして構築。各店舗で出店構成が一部異なる。2023年3月10日に梅田、同年3月18日に池袋に新たにオープンした。池袋は同施設の旗艦店となる。
- ウルトラアスレチック - ウルトラシリーズの世界に迷い込み、子供自らがウルトラヒーローになって怪獣と戦いながら遊べる施設。2023年1月現在、4箇所（神奈川・愛知・大阪・熊本）。

### フードテーマパーク
ナムコがテーマパーク事業に初めて進出したのは、ナムコ・ワンダーエッグが開園した1992年のことである。続いて1996年にナンジャタウンを開園。2002年にナンジャタウン内に池袋餃子スタジアムをオープンして以降はフードテーマパーク路線を明確にし、ナンジャタウン運営に関わるプロデュース集団・チームナンジャの下、各地にフードテーマパークを開設していった。
店舗一覧
- ナンジャタウン（池袋）内
  - ナンジャ餃子スタジアム(旧「池袋餃子スタジアム」)
  - 福袋デザート横丁
  - アイスクリームシティ（終了）
  - 東京デザート共和国（終了）
  - りらくの森（終了）
- ナムコ（チームナンジャ）がプロデュースし、他の会社が運営
  - 津軽ラーメン街道（五所川原市） - 五所川原街づくり
  - 自由が丘スイーツフォレスト（東京都目黒区） - 岡田不動産
  - 東京ミートレア（八王子市） - 京王電鉄
  - なにわ食いしんぼ横丁（大阪市） - 株式会社 海遊館
  - ラーメンスタジアム（福岡市） - 福岡地所
- 閉鎖した店舗
  - 札幌ら〜めん共和国（札幌市） - 札幌駅総合開発、2023年8月31日に札幌エスタ閉館と共に終了。
  - 函館湯の川らーめんブギ（函館市） - 湯の川観光ホテル（現湯の川観光ホテル祥苑）、2008年3月に終了。
  - 宇都宮餃子共和国（宇都宮市） - 2006年6月に終了。
  - 東京パン屋ストリート（船橋市） - ららぽーとマネジメント運営、2009年1月25日に終了。
  - 横濱カレーミュージアム（横浜市） - 2007年3月31日に終了。
  - 玄創工房（横浜市）- ららぽーと横浜、2008年3月31日に終了。
  - 金沢デザートフォレスト（金沢市） - 2010年に終了。
  - アイスクリームシティ イオン各務原（各務原市）
  - 名古屋デザートフォレスト（名古屋市） - 2010年3月に終了。
  - 名古屋麺屋横丁（名古屋市） - 2008年2月に終了。
  - 桑名ラーメン街道（桑名市） - マイカル
  - 浪花餃子スタジアム（大阪市）- 2010年1月11日に終了。
  - 浪花麺だらけ（大阪市） - 2007年2月25日に終了。
  - コバランチ（大阪市）
  - 大阪デザートフォレスト（守口市） - 2010年2月に終了。
  - 神戸スイーツハーバー（神戸市） - 2007年11月25日に終了。
  - 明石ラーメン波止場（明石市） - マイカル、2008年8月31日に終了。
  - 福岡デザートフォレスト（福岡市） - 2010年1月11日に終了。
  - 三越スイーツ庭園 in kagoshima（鹿児島市） - 三越、2009年5月6日に終了。
- ネットショップ
  - ナンジャ おとりよせ パラダイス

### 当社がプロデュースする他社施設
VS PARKやトンデミ等を手がけた当社企画チームがプロデュースした施設。
- KOBE SUPER STADIUM - ROKKO i PARK内。2024年3月1日開業。
- VS STADIUM NAGASAKI - 長崎スタジアムシティ内、2024年11月16日開業。

### 終了した事業
- しましまタウン - ベネッセコーポレーションと共同で運営する、しまじろうが主役のコミュニケーションパーク。最盛期は7店舗が営業していたが、2009年3月末で全て閉店している。
- ハッスル倶楽部 - 高齢者向けの生活支援器具・リハビリ器具の開発・販売。2009年にバンダイナムコゲームスへ移管。
- 高齢者介護事業 - 2009年にバンダイナムコHDの子会社・かいかやへ移管。
- 旅エンタテインメント事業 - 写真とクチコミの旅情報サイト・『ナムコトラベル』の運営。2009年にサービス終了。
- 知・好・楽 - ナムコが直営していたネットカフェ、ランシステムへ事業を売却。
- J-WORLD TOKYO - 週刊少年ジャンプの45周年を記念して、同誌の世界観で遊べる屋内型テーマパーク。オープン当初から6年間の期間限定営業の予定だった為、2019年2月17日をもって営業終了[21][22]。
- レベルファイブ ヨロズマート - 『妖怪ウォッチ』をはじめレベルファイブ作品の公式グッズショップ。コンテンツ3（旧：BIGFACE）との共同企画運営。期間限定店舗を含め全国に出店していたが、2019年2月末で常設店舗は全て営業終了（店舗形態・運営元を変更して継続）。

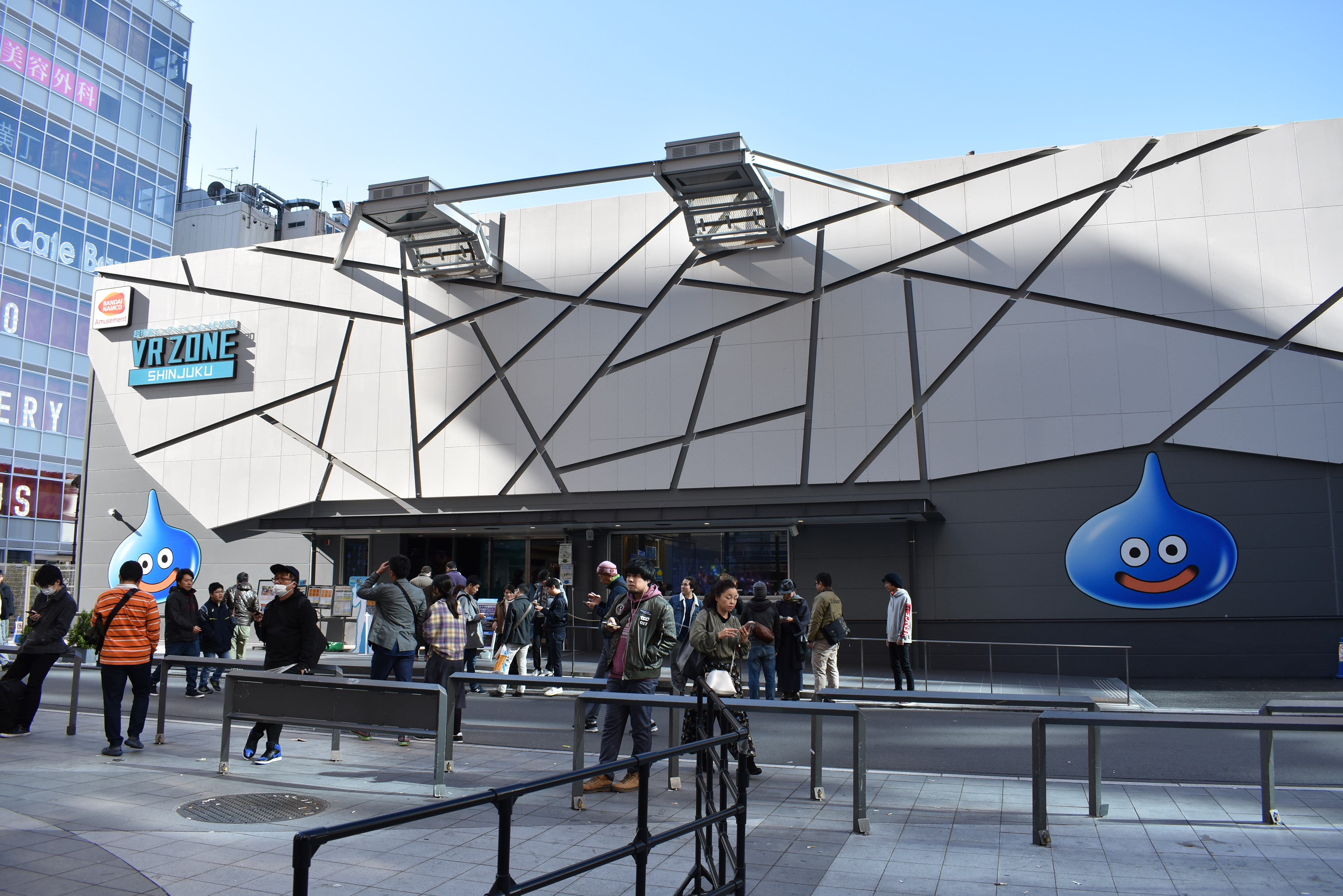
VR ZONE SHINJUKU（2018年11月25日撮影）
※再開発事業により2019年3月閉館

- VR ZONE SHINJUKU - 2017年7月14日に、東京都新宿区にオープン[23]。2016年に、半年間限定でお台場で実験的に運営した「VR ZONE Project i Can」を本格展開させたもの。元々はバンダイナムコエンターテインメント運営施設だったが、2018年4月1日に当社へアミューズメント機器部門を吸収分割で承継したことで当社運営となる。
  - 東急電鉄と東急レクリエーションによる「歌舞伎町一丁目地区開発計画（新宿TOKYU MILANO再開発計画（東急歌舞伎町タワー））」のため、2019年3月31日で閉館した[24]。なお同所にはバンダイナムコアミューズメントも、同社運営のゲームセンター・イベントスペース「namco TOKYO」を出店している。
- わんぱくランド - 丸広百貨店川越店の屋上遊園地の運営。2019年9月1日に営業終了。
- MAZARIA（マザリア） - 池袋のサンシャインシティ（同社がかつて運営していたJ-WORLD TOKYO跡地）に2019年7月12日開業[25]。「アニメとゲームに入る場所」がコンセプトで、新宿で運営していたVR ZONE SHINJUKUのアトラクションに加え新規アトラクションを追加。2020年8月31日で閉場。
- なぞともCafe - リアル謎解きゲームの常設会場。2020年11月30日で全店閉店[26]。
- VR ZONE OSAKA - 2018年9月13日に梅田のHEP FIVEにオープン[27][28]。関西圏初のVR ZONEフラッグシップショップ。2020年10月25日閉館[29]。
- ハムリーズ事業 - 2018年5月、イギリスの玩具店であるハムリーズとフランチャイズ契約を締結。2018年11月30日に横浜（ワールドポーターズビブレ）、翌12月1日に博多（キャナルシティ博多）でハムリーズのフランチャイズ店を開店[30][31]。2022年3月31日に博多店が、同年5月8日に横浜店も閉店した。跡地は前述の通り「バンダイナムコ Cross Store」へ転換された。
- Hugood! - IPファンをターゲットに、OMO（Online Merges with Offline）を通じて届ける新ブランド。フラッグシップ店舗のNAMJATOWN内「Hugood!特区」とHEP FIVE内「Hugood! from NAMJATOWN」の2箇所。2023年2月1日に営業終了。

## 子会社
- バンダイナムコアミューズメントラボ
- 花やしき
- NAMCO ENTERPRISES ASIA LTD.
- NAMCO USA INC.
- NAMCO UK LTD.
- BANDAI NAMCO Amusement America Inc.
- BANDAI NAMCO Amusement Europe Ltd.
- BANDAI NAMCO INDIA PRIVATE LTD.
- 広州万代南夢宮技術諮詢有限公司